# Мононгахила
Мононгахи́ла (англ. Monongahela River) — река на севере центральной части штата Западная Виргиния и на юго-западе штата Пенсильвания, США. Длина составляет около 209 км; площадь бассейна — 19 011 км². Средний расход воды составляет 358 м³/с.
Берёт начало от слияния рек Уэст-Форк и Тигарт, у города Фэрмонт, штат Западная Виргиния. Сливаясь с рекой Аллегейни, образует реку Огайо. Принимает два крупных притока: реку Чит у города Пойнт-Морион и реку Йокогейни у города Мак-Киспорт. Является судоходной почти на всём своём течении.
На реке расположены около семи десятков населённых пунктов, в том числе Калифорния.
В доледниковую эпоху (до наступления ледника примерно 900 000 лет назад) река текла на север с территории округа Льюис в направлении современного Питтсбурга, где сливалась с Нижней Аллегейни и продолжала течь на запад к реке Огайо до боро Бивер. В Бивере Мононгахила сливалась с предшественником верховий Огайо и продолжала течение на северо-запад вверх по современной долине реки Бивер. Пересекая водораздел озера Эри, эта река впадала в древнюю реку Святого Лаврентия на территории современной Канады.
Гидроним дал название двум топонимам (трансонимизация) в штате Западная Виргиния: округу Мононгейлия и историческому озеру Мононгахила (в работе И. К. Уайта, первого директора Геологической службы Западной Виргинии).